# Максвелл, Джеймс Клерк
Джеймс Клерк Ма́ксвелл (англ. James Clerk Maxwell; 13 июня 1831, Эдинбург, Шотландия — 5 ноября 1879, Кембридж, Англия) — британский (шотландский) физик, математик и механик. Член Лондонского королевского общества (1861). Максвелл заложил основы современной классической электродинамики (уравнения Максвелла), ввёл в физику понятия тока смещения и электромагнитного поля, получил ряд следствий из своей теории (предсказание электромагнитных волн, электромагнитная природа света, давление света и другие). Один из основателей кинетической теории газов (установил распределение молекул газа по скоростям). Одним из первых ввёл в физику статистические представления, показал статистическую природу второго начала термодинамики («демон Максвелла»), получил ряд важных результатов в молекулярной физике и термодинамике (термодинамические соотношения Максвелла, правило Максвелла для фазового перехода жидкость — газ и другие). Пионер количественной теории цветов; автор трёхцветного принципа цветной фотографии. Среди других работ Максвелла — исследования по механике (фотоупругость, теорема Максвелла в теории упругости, работы в области теории устойчивости движения, анализ устойчивости колец Сатурна), оптике, математике. Он подготовил к публикации рукописи работ Генри Кавендиша, много внимания уделял популяризации науки, сконструировал ряд научных приборов.

## Обзор жизни и творчества

### Происхождение и юность. Первая научная работа (1831—1847)
Джеймс Клерк Максвелл принадлежал к старинному шотландскому роду Клерков из Пениквика (англ. Penicuik). Его отец, Джон Клерк Максвелл (1790–1856), был владельцем фамильного имения Миддлби в Южной Шотландии (вторая фамилия Максвелл отражает именно этот факт). Он окончил Эдинбургский университет и был членом адвокатской коллегии, но не питал любви к юриспруденции, увлекаясь в свободное время наукой и техникой (он даже опубликовал несколько статей прикладного характера) и регулярно посещая в качестве зрителя заседания Эдинбургского королевского общества. В 1826 году он женился на Фрэнсис Кей (Frances Cay), дочери судьи Адмиралтейского суда, которая спустя пять лет родила ему сына.
Вскоре после рождения сына семья переехала из Эдинбурга в своё заброшенное имение Миддлби, где был построен новый дом, получивший название Гленлэр, то есть «берлога в узкой лощине». Здесь Джеймс Клерк Максвелл провёл свои детские годы, омрачённые ранней смертью матери от рака. Жизнь на природе сделала его выносливым и любопытным. С раннего детства он проявлял интерес к окружающему миру, был окружён различными «научными игрушками» (например, «магическим диском» — предшественником кинематографа, моделью небесной сферы, волчком-«дьяволом» и др.), многое почерпнул из общения со своим отцом, увлекался поэзией и совершил первые собственные поэтические опыты. Лишь в десятилетнем возрасте у него появился специально нанятый домашний учитель, однако такое обучение оказалось неэффективным, и в ноябре 1841 года Максвелл переехал к своей тёте Изабелле, сестре отца, в Эдинбург. Здесь он поступил в новую школу — так называемую Эдинбургскую академию, делавшую упор на классическое образование — изучение латинского, греческого и английского языков, римской литературы и Священного Писания.

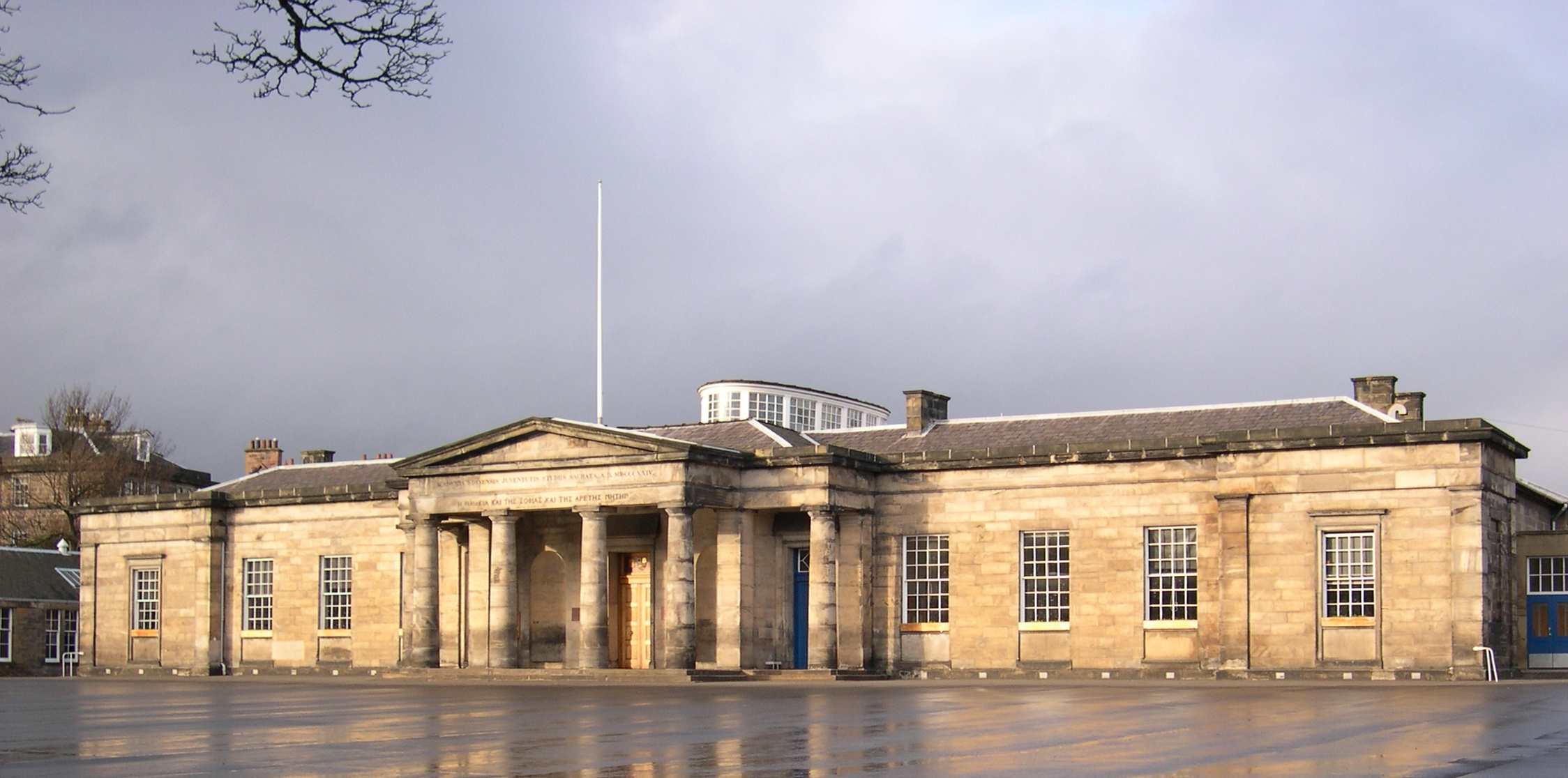
Эдинбургская академия (современный вид)

Поначалу учёба не привлекала Максвелла, однако постепенно он почувствовал к ней вкус и стал лучшим учеником класса. В это время он увлёкся геометрией, делал из картона многогранники. Его понимание красоты геометрических образов возросло после лекции художника Дэвида Рамзая Хея об искусстве этрусков. Размышления над этой темой привели Максвелла к изобретению способа рисования овалов. Этот метод, восходивший к работам Рене Декарта, состоял в использовании булавок-фокусов, нитей и карандаша, что позволяло строить окружности (один фокус), эллипсы (два фокуса) и более сложные овальные фигуры (большее количество фокусов). Эти результаты были доложены профессором Джеймсом Форбсом на заседании Эдинбургского королевского общества и затем опубликованы в его «Трудах». За время учёбы в академии Максвелл близко сошёлся с одноклассником Льюисом Кемпбеллом (англ. Lewis Campbell), впоследствии известным филологом-классицистом и биографом Максвелла, и будущим известным математиком Питером Гатри Тэтом, учившимся классом младше.

### Эдинбургский университет. Фотоупругость (1847—1850)

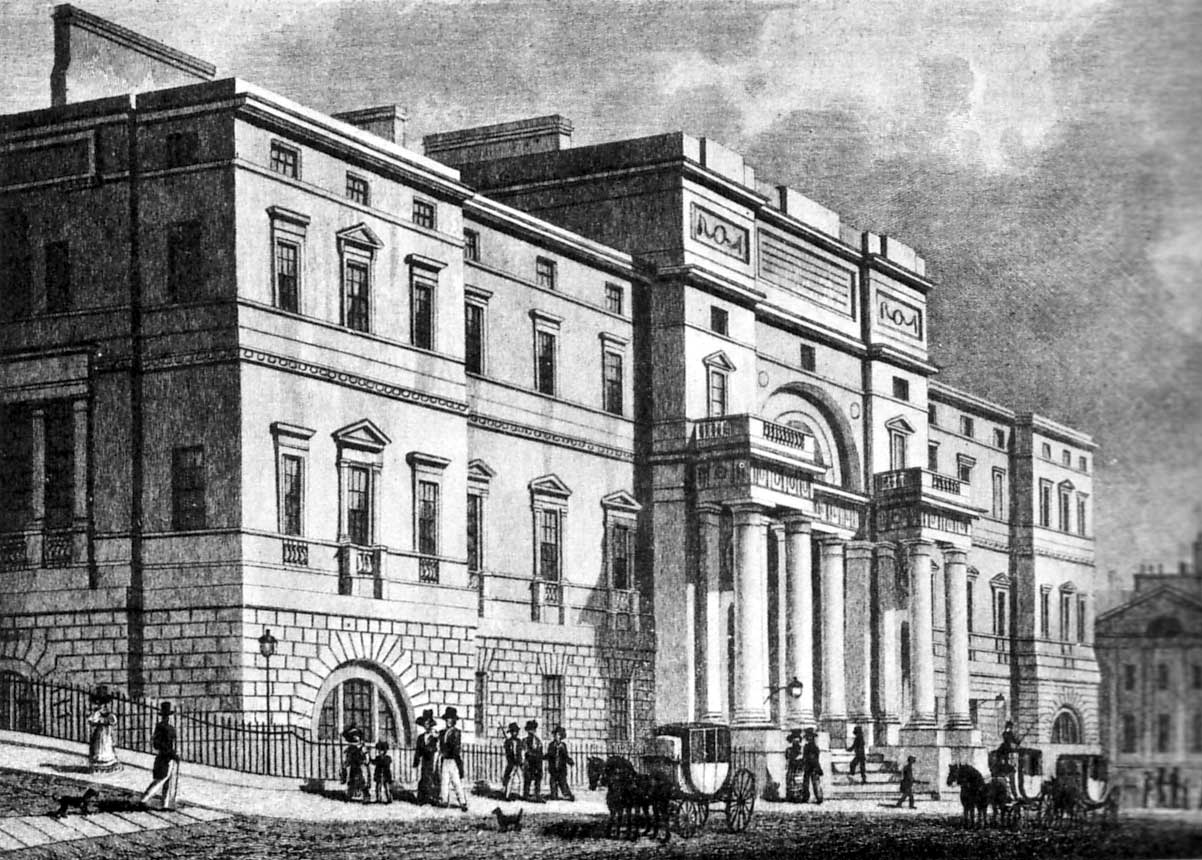
Эдинбургский университет в начале XIX века

В 1847 году срок обучения в академии закончился, и в ноябре Максвелл поступил в Эдинбургский университет, где слушал лекции физика Форбса, математика Филипа Келланда, философа Уильяма Гамильтона; изучал многочисленные труды по математике, физике, философии, ставил опыты по оптике, химии, магнетизму. За время учёбы Максвелл подготовил статью о кривых качения, однако основное внимание он уделял изучению механических свойств материалов при помощи поляризованного света. Идея этого исследования восходит к его знакомству весной 1847 года с известным шотландским физиком Уильямом Николем, который подарил ему два поляризационных прибора своей конструкции (призмы Николя). Максвелл понял, что поляризованное излучение можно использовать для определения внутренних напряжений нагруженных твёрдых тел. Он изготавливал модели тел различных форм из желатина и, подвергая их деформациям, наблюдал в поляризованном свете цветные картины, соответствовавшие кривым направлений сжатия и растяжения. Сравнивая результаты своих опытов с теоретическими расчётами, Максвелл проверил многие старые и вывел новые закономерности теории упругости, в том числе в тех случаях, которые были слишком сложны для расчёта. Всего он решил 14 задач о напряжениях внутри полых цилиндров, стержней, круглых дисков, полых сфер, плоских треугольников, сделав, таким образом, существенный вклад в развитие метода фотоупругости. Эти результаты также представляли значительный интерес для строительной механики. Максвелл доложил их в 1850 году на одном из заседаний Эдинбургского королевского общества, что стало свидетельством первого серьёзного признания его трудов.

### Кембридж (1850—1856)

#### Учёба в университете
В 1850 году, несмотря на желание отца оставить сына поближе к себе, было решено, что Максвелл отправится в Кембриджский университет (все его друзья уже покинули Шотландию для получения более престижного образования). Осенью он прибыл в Кембридж, где поступил в самый дешёвый колледж Питерхаус, получив комнату в здании самого колледжа. Однако он не был удовлетворён учебной программой Питерхауса, к тому же не было практически никаких шансов остаться в колледже после окончания обучения. Многие его родственники и знакомые, в том числе профессора Джеймс Форбс и Уильям Томсон (будущий лорд Кельвин), советовали ему поступать в Тринити-колледж; здесь же учились некоторые его шотландские друзья. В итоге после первого семестра в Питерхаусе Джеймс убедил отца в необходимости перевода в Тринити.

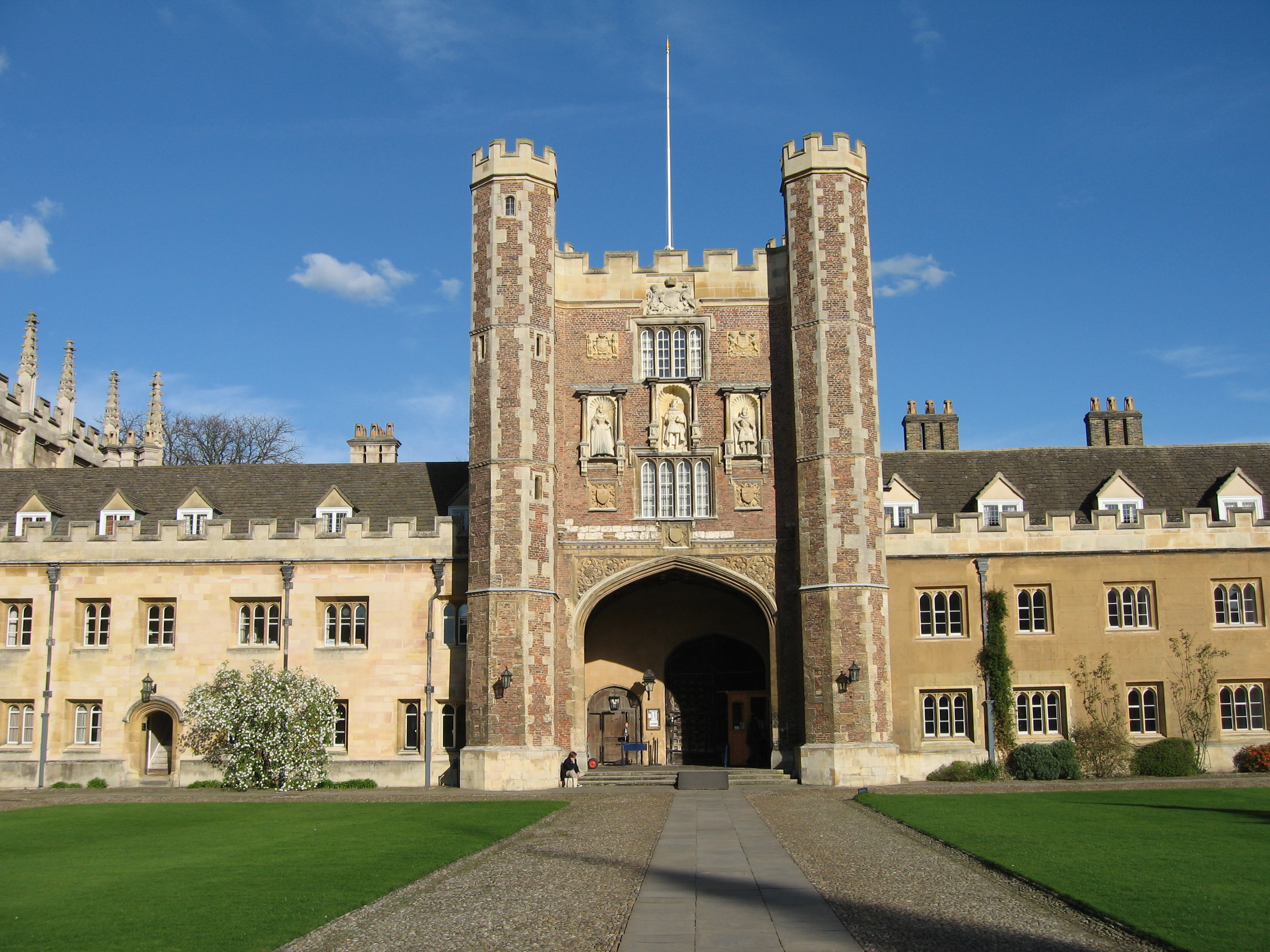
Большие ворота (Great Gate) Тринити-колледжа

В 1852 году Максвелл стал стипендиатом колледжа и получил комнату непосредственно в его здании. В это время он мало занимался научной деятельностью, зато много читал, посещал лекции Джорджа Стокса и семинары Уильяма Хопкинса, готовившего его к сдаче экзаменов, заводил новых друзей, писал ради забавы стихи (многие из них были впоследствии опубликованы Льюисом Кемпбеллом). Максвелл принимал активное участие в интеллектуальной жизни университета. Он был избран в «клуб апостолов», объединявший двенадцать человек с самыми оригинальными и глубокими идеями; там он выступал с докладами на самые различные темы. Общение с новыми людьми позволило ему компенсировать застенчивость и сдержанность, которые выработались у него за годы спокойной жизни на родине. Распорядок дня Джеймса также представлялся многим необычным: с семи утра до пяти вечера он работал, затем ложился спать, вставал в половине десятого и принимался за чтение, с двух до полтретьего ночи в качестве зарядки бегал по коридорам общежития, после чего опять спал, уже до самого утра.
К этому времени окончательно сформировались его философские и религиозные взгляды. Последние характеризовались значительной эклектичностью, восходившей к годам его детства, когда он посещал как пресвитерианскую церковь отца, так и епископальную церковь тёти Изабеллы. В Кембридже Максвелл стал приверженцем теории христианского социализма, развиваемой теологом Фредериком Денисоном Морисом, идеологом «широкой церкви» и одним из основателей Рабочего колледжа. Считая главным способом совершенствования общества образование и развитие культуры, Джеймс принимал участие в работе этого учреждения, читал там по вечерам популярные лекции. Вместе с тем, несмотря на безусловную веру в Бога, он не был слишком религиозен, неоднократно получая предупреждения за пропуски церковных служб. В письме своему другу Льюису Кемпбеллу, решившему избрать теологическую карьеру, Максвелл следующим образом ранжировал науки:

В каждой области знания прогресс пропорционален количеству фактов, на которых оно построено, и, таким образом, связан с возможностью получения объективных данных. В математике это просто. <…> Химия — далеко впереди всех наук Естественной Истории; все они — впереди Медицины, Медицина впереди Метафизики, Законоведения и Этики; и все они впереди Теологии. …я считаю, что более приземлённые и материальные науки отнюдь не могут быть презираемы в сравнении с возвышенным изучением Ума и Духа.

В другом своём письме он так сформулировал принцип своей научной работы и жизни вообще:

Вот мой великий план, который задуман уже давно, и который то умирает, то возвращается к жизни и постепенно становится всё более навязчивым… Основное правило этого плана — упрямо не оставлять ничего неизученным. Ничто не должно быть «святой землёй», священной Незыблемой Правдой, позитивной или негативной.

В январе 1854 года Максвелл сдал итоговый трёхступенчатый экзамен по математике и, заняв второе место в списке студентов (Second Wrangler), получил степень бакалавра. В следующем испытании — письменном математическом исследовании на соискание традиционной премии Смита — он решил задачу, предложенную Стоксом и касавшуюся доказательства теоремы, которая ныне называется теоремой Стокса. По итогам этого испытания он разделил премию со своим однокурсником Эдвардом Раусом.

#### Теория цветов

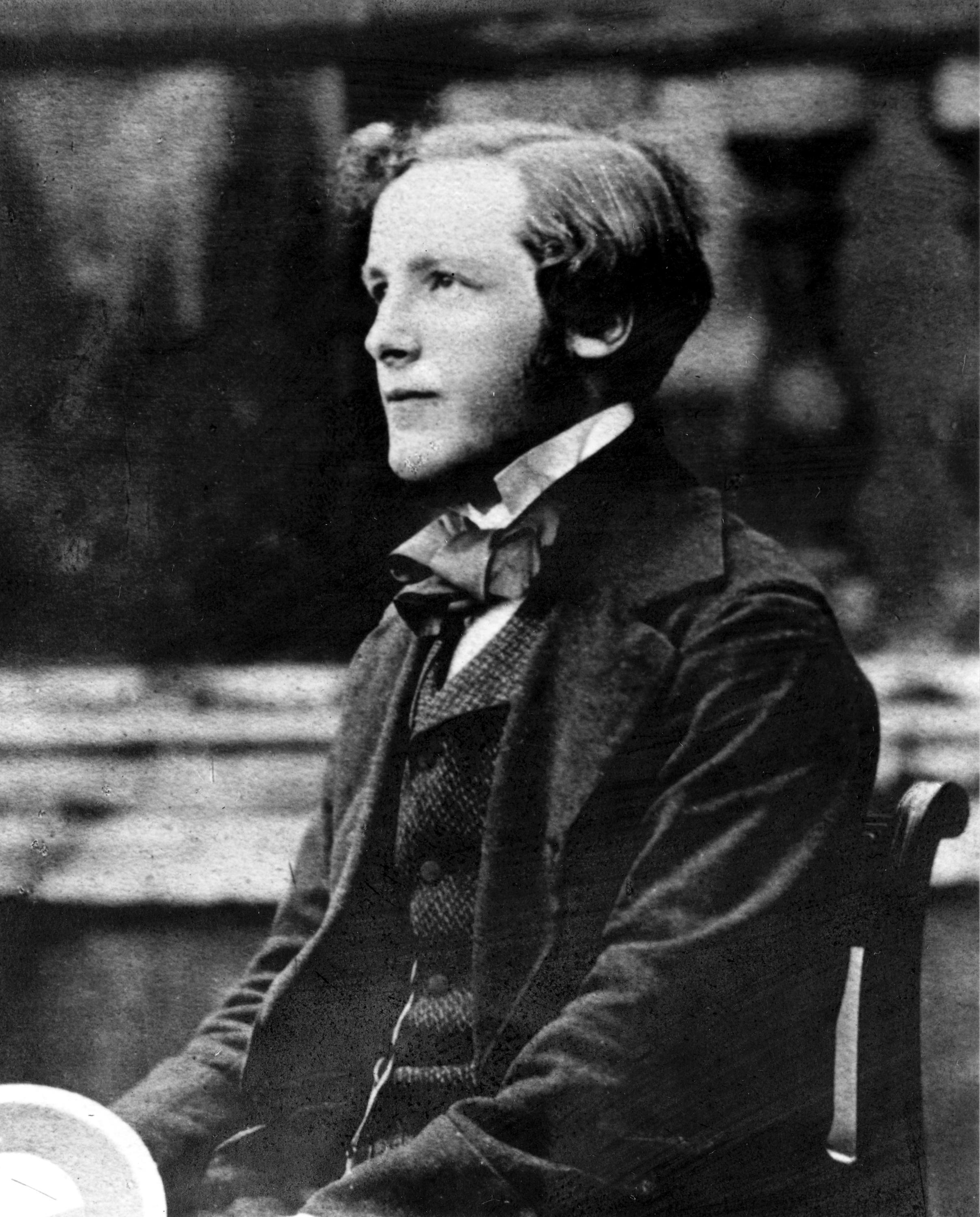
24-летний Максвелл с цветовым волчком в руках

После сдачи экзамена Максвелл решил остаться в Кембридже для подготовки к профессорскому званию. Он занимался с учениками, принимал экзамены в Челтенхем-колледже, заводил новых друзей, продолжал сотрудничать с Рабочим колледжем, по предложению редактора Макмиллана начал писать книгу по оптике (она так и не была закончена), а в свободное время посещал в Гленлэре отца, здоровье которого резко ухудшилось. К этому же времени относится шуточное экспериментальное исследование по «котоверчению», вошедшее в кембриджский фольклор: его целью было определение минимальной высоты, падая с которой, кошка встаёт на четыре лапы.
Однако главным научным интересом Максвелла в это время была работа по теории цветов. Она берёт начало в творчестве Исаака Ньютона, который придерживался идеи о семи основных цветах. Максвелл выступил как продолжатель теории Томаса Юнга, выдвинувшего идею трёх основных цветов и связавшего их с физиологическими процессами в организме человека. Важную информацию содержали свидетельства больных цветовой слепотой, или дальтонизмом. В экспериментах по смешиванию цветов, во многом независимо повторявших опыты Германа Гельмгольца, Максвелл применил «цветовой волчок», диск которого был разделён на окрашенные в разные цвета секторы, а также «цветовой ящик», разработанную им самим оптическую систему, позволявшую смешивать эталонные цвета. Подобные устройства использовались и раньше, однако лишь Максвелл начал получать с их помощью количественные результаты и довольно точно предсказывать возникающие в результате смешения цвета. Так, он продемонстрировал, что смешение синего и жёлтого цветов даёт не зелёный, как часто полагали, а розоватый оттенок. Опыты Максвелла показали, что белый цвет не может быть получен смешением синего, красного и жёлтого, как полагали Дэвид Брюстер и некоторые другие учёные, а основными цветами являются красный, зелёный и синий. Для графического представления цветов Максвелл, следуя Юнгу, использовал треугольник, точки внутри которого обозначают результат смешения основных цветов, расположенных в вершинах фигуры.

#### Первая работа по электричеству

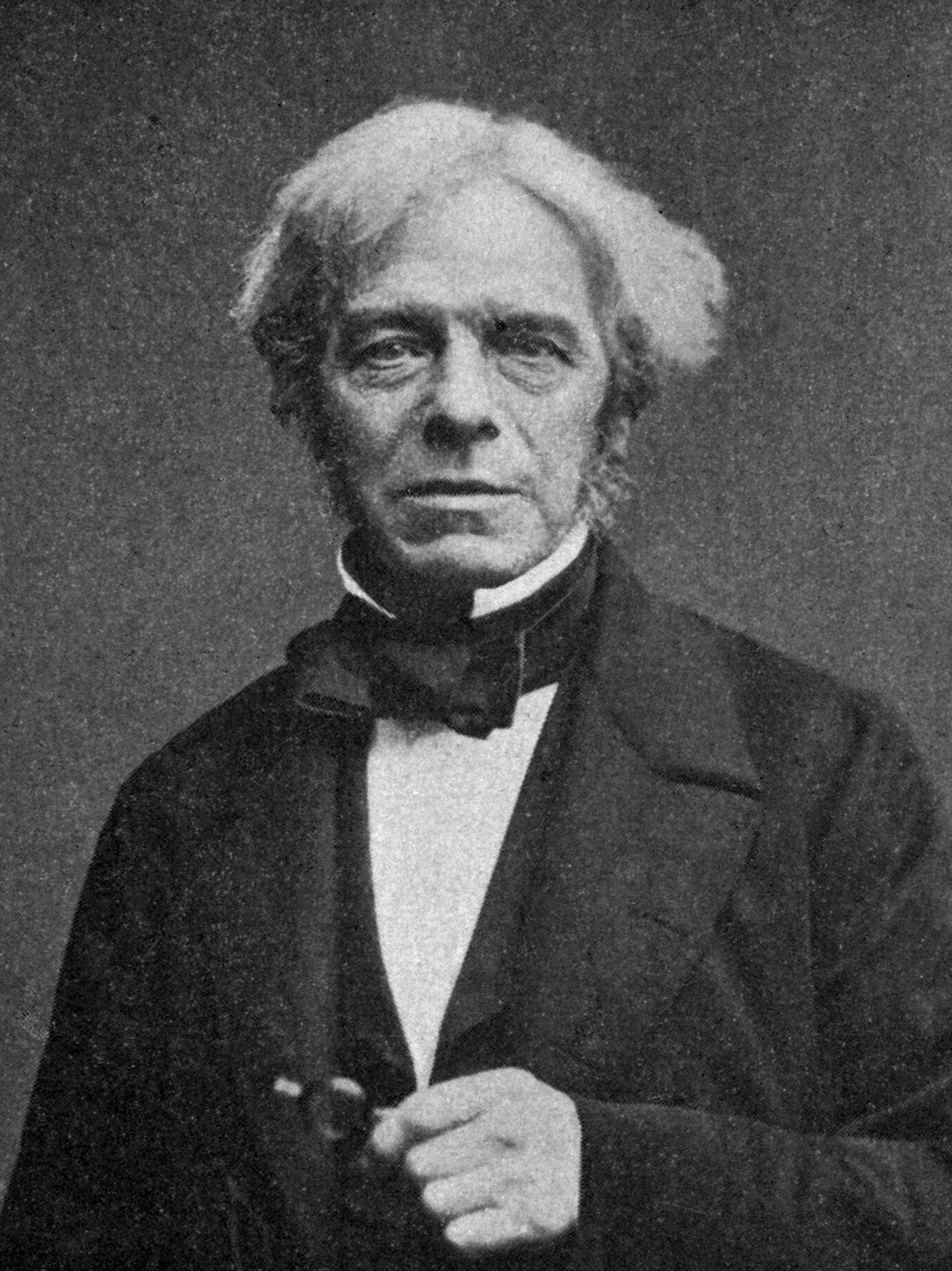
Майкл Фарадей (около 1861 года)

К годам работы в Кембридже относится и первый серьёзный интерес Максвелла к проблеме электричества. Вскоре после сдачи экзамена, в феврале 1854 года, он обратился к Уильяму Томсону с просьбой порекомендовать литературу по этой тематике и порядок её чтения. В то время, когда Максвелл приступил к исследованию электричества и магнетизма, существовали два взгляда на природу электрических и магнитных эффектов. Большинство континентальных учёных, таких как Андре Мари Ампер, Франц Нейман и Вильгельм Вебер, придерживались концепции дальнодействия, рассматривая электромагнитные силы как аналог гравитационного притяжения между двумя массами, которые мгновенно взаимодействуют на расстоянии. Электродинамика, развитая этими физиками, представляла собой оформившуюся и строгую науку. С другой стороны, Майкл Фарадей, первооткрыватель явления электромагнитной индукции, выдвинул идею силовых линий, которые соединяют положительный и отрицательный электрические заряды или северный и южный полюсы магнита. Согласно Фарадею, силовые линии заполняют всё окружающее пространство, формируя поле, и обусловливают электрические и магнитные взаимодействия. Максвелл не мог принять концепцию действия на расстоянии, она противоречила его физической интуиции, поэтому вскоре он перешёл на позиции Фарадея:

Когда мы наблюдаем, что одно тело действует на другое на расстоянии, то, прежде чем принять, что это действие прямое и непосредственное, мы обыкновенно исследуем, нет ли между телами какой-либо материальной связи… Кому свойства воздуха не знакомы, тому передача силы посредством этой невидимой среды будет казаться столь же непонятной, как и всякий другой пример действия на расстоянии… Не следует смотреть на эти [силовые] линии как на чисто математические абстракции. Это направления, в которых среда испытывает напряжение, подобное натяжению верёвки…

Перед Максвеллом встал вопрос построения математической теории, которая включала бы как фарадеевские представления, так и правильные результаты, полученные приверженцами дальнодействия. Максвелл решил воспользоваться методом аналогий, успешно применённым Уильямом Томсоном, который ещё в 1842 году подметил аналогию между электрическим взаимодействием и процессами теплопередачи в твёрдом теле. Это позволило ему применить к электричеству результаты, полученные для теплоты, и дать первое математическое обоснование процессам передачи электрического действия посредством некоторой среды. В 1846 году Томсон изучил аналогию между электричеством и упругостью. Максвелл воспользовался другой аналогией: он разработал гидродинамическую модель силовых линий, уподобив их трубкам с идеальной несжимаемой жидкостью (векторы магнитной и электрической индукций аналогичны вектору скорости жидкости), и впервые выразил закономерности полевой картины Фарадея на математическом языке (дифференциальные уравнения). По образному выражению Роберта Милликена, Максвелл «облёк плебейски обнажённое тело фарадеевских представлений в аристократические одежды математики». Однако вскрыть связь между покоящимися зарядами и «движущимся электричеством» (токами), отсутствие которой, видимо, было одной из основных его мотиваций в работе, ему в то время не удалось.
В сентябре 1855 года Максвелл посетил конгресс Британской ассоциации в Глазго, заехав по пути навестить больного отца, а по возвращении в Кембридж с успехом сдал экзамен на право стать членом совета колледжа (это подразумевало обет безбрачия). В новом семестре Максвелл начал читать лекции по гидростатике и оптике. Зимой 1856 года он вернулся в Шотландию, перевёз отца в Эдинбург и в феврале вернулся в Англию. В это время он узнал о появлении вакансии профессора натуральной философии Маришаль-колледжа в Абердине и решил попробовать получить это место, надеясь быть поближе к отцу и не видя ясных перспектив в Кембридже. В марте Максвелл отвёз отца обратно в Гленлэр, где тому, казалось, стало лучше, однако 2 апреля отец скончался. В конце апреля Максвелл получил назначение на пост профессора в Абердине и, проведя лето в родовом имении, в октябре прибыл на новое место работы.

### Абердин (1856—1860)

#### Преподавательская работа. Женитьба
С первых дней своего пребывания в Абердине Максвелл приступил к налаживанию преподавания на кафедре натуральной философии, пребывавшей в заброшенном состоянии. Он искал верную методику обучения, пытался приучить студентов к научной работе, однако не слишком преуспел в этом. Его лекции, сдобренные юмором и игрой слов, часто касались столь сложных вещей, что это многих отпугивало. Они отличались от принятого ранее образца меньшим упором на популярность изложения и широту тематики, более скромным количеством демонстраций и бо́льшим вниманием, которое уделялось математической стороне дела. Более того, Максвелл одним из первых стал привлекать студентов к практическим занятиям, а также организовал для студентов последнего года дополнительные занятия за рамками стандартного курса. Как вспоминал астроном Дэвид Гилл, один из его абердинских студентов,

…Максвелл не был хорошим учителем; только четверо или пятеро из нас, а нас было семьдесят или восемьдесят, многому научились у него. Мы обычно оставались у него на пару часов после лекций, пока не приходила его ужасная жена и не тащила его на скудный обед в три часа дня. Сам по себе он был самым приятным и милым существом — он часто засыпал и внезапно просыпался — потом говорил о том, что пришло ему в голову.

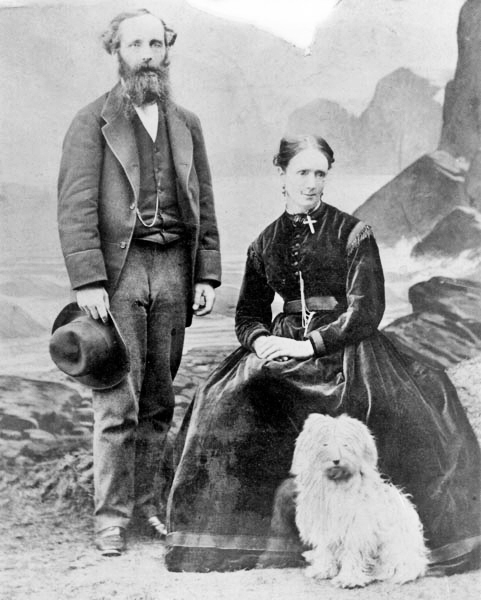
Максвелл с женой Кэтрин Мэри (1869 год)

В Абердине произошли серьёзные перемены в личной жизни Максвелла: в феврале 1858 года состоялась его помолвка с Кэтрин Мэри Дьюар, младшей дочерью директора (principal) Маришаль-колледжа Дэниела Дьюара (Daniel Dewar), профессора церковной истории, а в июне состоялась свадьба. Сразу после свадьбы Максвелл был исключён из числа членов совета Тринити-колледжа, поскольку нарушил обет безбрачия. В это же время окончательно окрепли философские воззрения Максвелла на науку, выраженные в одном из дружеских писем:

Что касается материальных наук, то именно они кажутся мне прямой дорогой к любой научной истине, касающейся метафизики, собственных мыслей или общества. Сумма знаний, которая существует в этих предметах, берёт значительную долю своей ценности от идей, полученных путём проведения аналогий с материальными науками, а оставшаяся часть, хотя и важна для человечества, есть не научная, а афористическая. Основная философская ценность физики в том, что она даёт мозгу нечто определённое, на что можно положиться. Если вы окажетесь где-то не правы, природа сама сразу же скажет вам об этом.

#### Устойчивость колец Сатурна

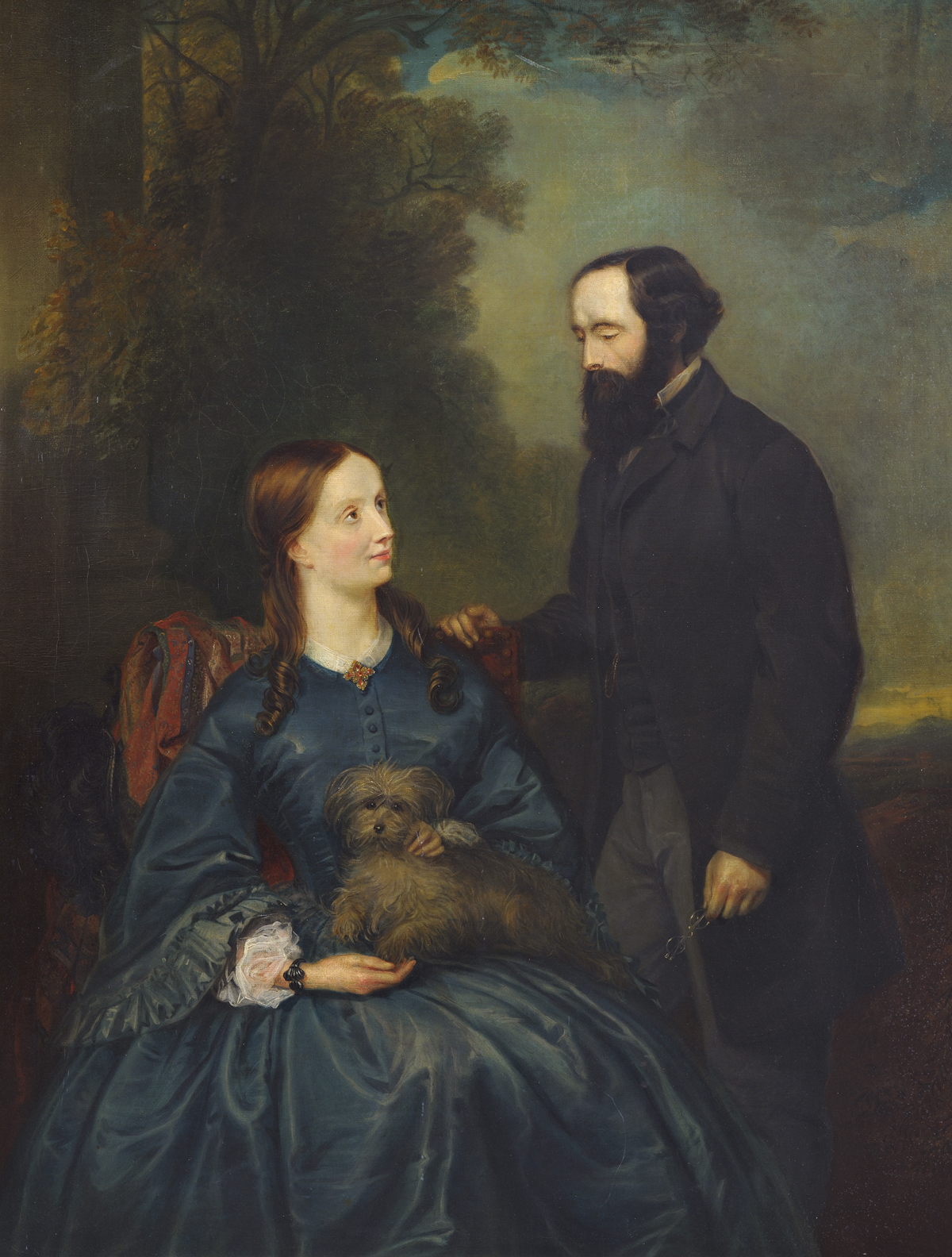
Максвелл с женой кисти Джемайма Блэкберн

Что касается научной работы в Абердине, то поначалу Максвелл занимался проектированием «динамического волчка», который был создан по его заказу и демонстрировал некоторые аспекты теории вращения твёрдых тел. В 1857 году в «Трудах Кембриджского философского общества» вышла его статья «О фарадеевских линиях силы» (On Faraday’s lines of force), содержавшая результаты исследований по электричеству за несколько предыдущих лет. В марте Максвелл разослал её крупнейшим британским физикам, в том числе и самому Фарадею, с которым завязалась дружеская переписка. Ещё одним вопросом, которым он занимался в это время, была геометрическая оптика. В статье «Об общих законах оптических приборов» (On the general laws of optical instruments) были проанализированы условия, которыми должен обладать совершенный оптический прибор. Впоследствии Максвелл не раз возвращался к теме преломления света в сложных системах, применяя свои результаты к работе конкретных устройств.
Однако значительно бо́льшее внимание Максвелла в это время привлекало исследование природы колец Сатурна, предложенное в 1855 году Кембриджским университетом на соискание премии Адамса (работу требовалось завершить за два года). Кольца были открыты Галилео Галилеем в начале XVII века и долгое время оставались загадкой природы: планета казалась окружённой тремя сплошными концентрическими кольцами, состоящими из вещества неизвестной природы (третье кольцо было открыто незадолго до этого Джорджем Бондом). Уильям Гершель считал их сплошными твёрдыми объектами. Пьер Симон Лаплас доказывал, что твёрдые кольца должны быть неоднородными, очень узкими и обязательно должны вращаться. Проведя математический анализ различных вариантов строения колец, Максвелл убедился, что они не могут быть ни твёрдыми, ни жидкими (в последнем случае кольцо быстро разрушилось бы, распавшись на капли). Он пришёл к заключению, что подобная структура может быть устойчивой только в том случае, если состоит из роя не связанных между собой метеоритов. Устойчивость колец обеспечивается их притяжением к Сатурну и взаимным движением планеты и метеоритов. При помощи Фурье-анализа Максвелл изучил распространение волн в таком кольце и показал, что при определённых условиях метеориты не сталкиваются между собой. Для случая двух колец он определил, при каких соотношениях их радиусов наступает состояние неустойчивости. За эту работу ещё в 1857 году Максвелл получил премию Адамса, однако продолжал трудиться над этой темой, итогом чего стала издание в 1859 году трактата «Об устойчивости движения колец Сатурна» (On the stability of the motion of Saturn’s rings). Эта работа сразу получила признание в научных кругах. Королевский астроном Джордж Эйри объявил её самым блестящим применением математики к физике, которое он когда-либо видел. Позже, под влиянием методов кинетической теории газов, Максвелл попытался развить кинетическую теорию колец, однако не преуспел в этом начинании. Эта задача оказалась гораздо сложнее, чем в случае газов, из-за неупругости столкновений метеоритов и существенной анизотропии распределения их скоростей. В 1895 году Джеймс Килер и Аристарх Белопольский измерили доплеровский сдвиг разных частей колец Сатурна и обнаружили, что внутренние части движутся быстрее, чем внешние. Это стало подтверждением вывода Максвелла о том, что кольца состоят из множества малых тел, подчиняющихся законам Кеплера. Работа Максвелла по устойчивости колец Сатурна считается «первой работой по теории коллективных процессов, выполненной на современном уровне».

#### Кинетическая теория газов. Распределение Максвелла

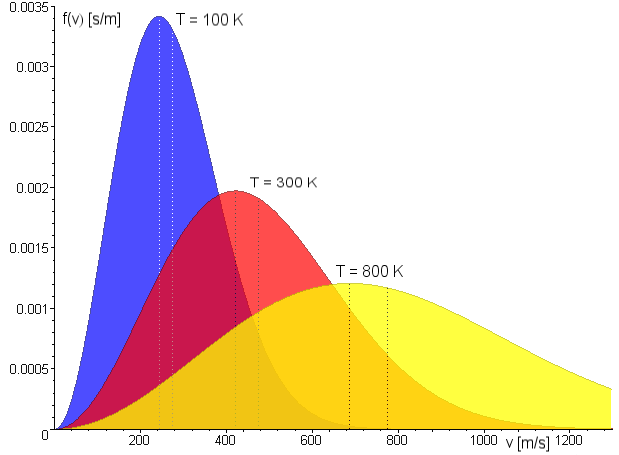
Пример распределения Максвелла

Другим основным научным занятием Максвелла в это время стала кинетическая теория газов, основанная на представлениях о теплоте как роде движения частичек газа (атомов или молекул). Максвелл выступил в качестве продолжателя идей Рудольфа Клаузиуса, который ввёл понятия средней длины свободного пробега и средней скорости молекул (предполагалось, что в состоянии равновесия все молекулы имеют одну и ту же скорость). Клаузиус же ввёл в кинетическую теорию элементы теории вероятностей. Максвелл решил заняться этой темой после прочтения работы немецкого учёного в выпуске журнала Philosophical Magazine за февраль 1859 года, первоначально имея целью опровергнуть взгляды Клаузиуса, но затем признал их заслуживающими внимания и развития. Уже в сентябре 1859 года Максвелл выступил на заседании Британской ассоциации в Абердине с докладом о своей работе. Результаты, содержавшиеся в докладе, были опубликованы в статье «Пояснения к динамической теории газов» (Illustrations of the Dynamical Theory of Gases), вышедшей в трёх частях в январе и июле 1860 года. Максвелл исходил из представления о газе как об ансамбле множества идеально упругих шариков, хаотически движущихся в замкнутом пространстве и сталкивающихся друг с другом. Шарики-молекулы можно разделить на группы по скоростям, при этом в стационарном состоянии число молекул в каждой группе остаётся постоянным, хотя они могут менять скорость после столкновений. Из такого рассмотрения следовало, что в равновесии частицы имеют не одинаковую скорость, а распределяются по скоростям в соответствии с кривой Гаусса (распределение Максвелла). С помощью полученной функции распределения Максвелл рассчитал ряд величин, играющих важную роль в явлениях переноса: число частиц в определённом диапазоне скоростей, среднюю скорость и средний квадрат скорости. Полная функция распределения вычислялась как произведение функций распределения для каждой из координат. Это подразумевало их независимость, что многим тогда казалось неочевидным и требовало доказательства (оно было дано позже).
Далее Максвелл уточнил численный коэффициент в выражении для средней длины свободного пробега, а также доказал равенство средних кинетических энергий в равновесной смеси двух газов. Рассмотрев проблему внутреннего трения (вязкости), Максвелл смог впервые оценить значение средней длины пробега, получив правильный порядок величины. Другим следствием теории был казавшийся парадоксальным вывод о независимости коэффициента внутреннего трения газа от его плотности, что было впоследствии подтверждено экспериментально. Кроме того, из теории непосредственно следовало объяснение закона Авогадро. Таким образом, в работе 1860 года Максвелл фактически построил первую в истории физики статистическую модель микропроцессов, которая легла в основу развития статистической механики.
Во второй части статьи Максвелл, в добавление к внутреннему трению, рассмотрел с тех же позиций другие процессы переноса — диффузию и теплопроводность. В третьей части он обратился к вопросу о вращательном движении сталкивающихся частиц и впервые получил закон равнораспределения кинетической энергии по поступательным и вращательным степеням свободы. О результатах применения своей теории к явлениям переноса учёный доложил на очередном съезде Британской ассоциации в Оксфорде в июне 1860 года.

#### Потеря должности
Максвелл был вполне доволен своим местом работы, которое требовало его присутствия только с октября по апрель; остальное время он проводил в Гленлэре. Ему нравилась атмосфера свободы в колледже, отсутствие жёстких обязанностей, хотя он, как один из четырёх риджентов (regent), должен был посещать иногда заседания сената колледжа. К тому же, раз в неделю в так называемой Абердинской научной школе (Aberdeen School of Science) он читал платные лекции практической направленности для ремесленников и механиков, по-прежнему, как и в Кембридже, испытывая интерес к обучению рабочих. Положение Максвелла изменилось в конце 1859 года, когда вышло постановление об объединении двух абердинских колледжей — Маришаль-колледжа и Кингс-колледжа — в рамках Абердинского университета. В этой связи с сентября 1860 года упразднялось место профессора, занимавшееся Максвеллом (объединённая кафедра была отдана влиятельному профессору Кингс-колледжа Дэвиду Томсону). Попытка выиграть конкурс на должность профессора натуральной философии Эдинбургского университета, освободившуюся после ухода Форбса, провалилась: эту позицию получил его старый друг Питер Тэт. В начале лета 1860 года Максвелл получил приглашение занять пост профессора кафедры натуральной философии лондонского Кингс-колледжа.

### Лондон (1860—1865)

#### Различные обязанности
Лето и начало осени 1860 года до переезда в Лондон Максвелл провёл в родном имении Гленлэр, где тяжело заболел оспой и выздоровел лишь благодаря заботам жены. Работа в Кингс-колледже, где делался упор на экспериментальную науку (здесь были одни из лучших по оснащённости физические лаборатории) и где обучалось большое число студентов, оставляла ему мало свободного времени. Впрочем, он успевал проводить домашние эксперименты с мыльными пузырями и цветовым ящиком, опыты по измерению вязкости газов. В 1861 году Максвелл вошёл в состав Комитета по эталонам, задачей которого было определение основных электрических единиц. В качестве материала эталона электрического сопротивления был взят сплав платины и серебра. Результаты тщательных измерений были опубликованы в 1863 году и стали основанием для рекомендации Международным конгрессом электриков (1881) ома, ампера и вольта в качестве основных единиц. Максвелл продолжал также заниматься теорией упругости и расчётом сооружений, рассматривал методами графостатики напряжения в фермах (теорема Максвелла), анализировал условия равновесия сферических оболочек, развивал методы построения диаграмм внутренних напряжений в телах. За эти работы, имеющие важное практическое значение, ему была присуждена премия Кейта Эдинбургского королевского общества.

#### Первая цветная фотография

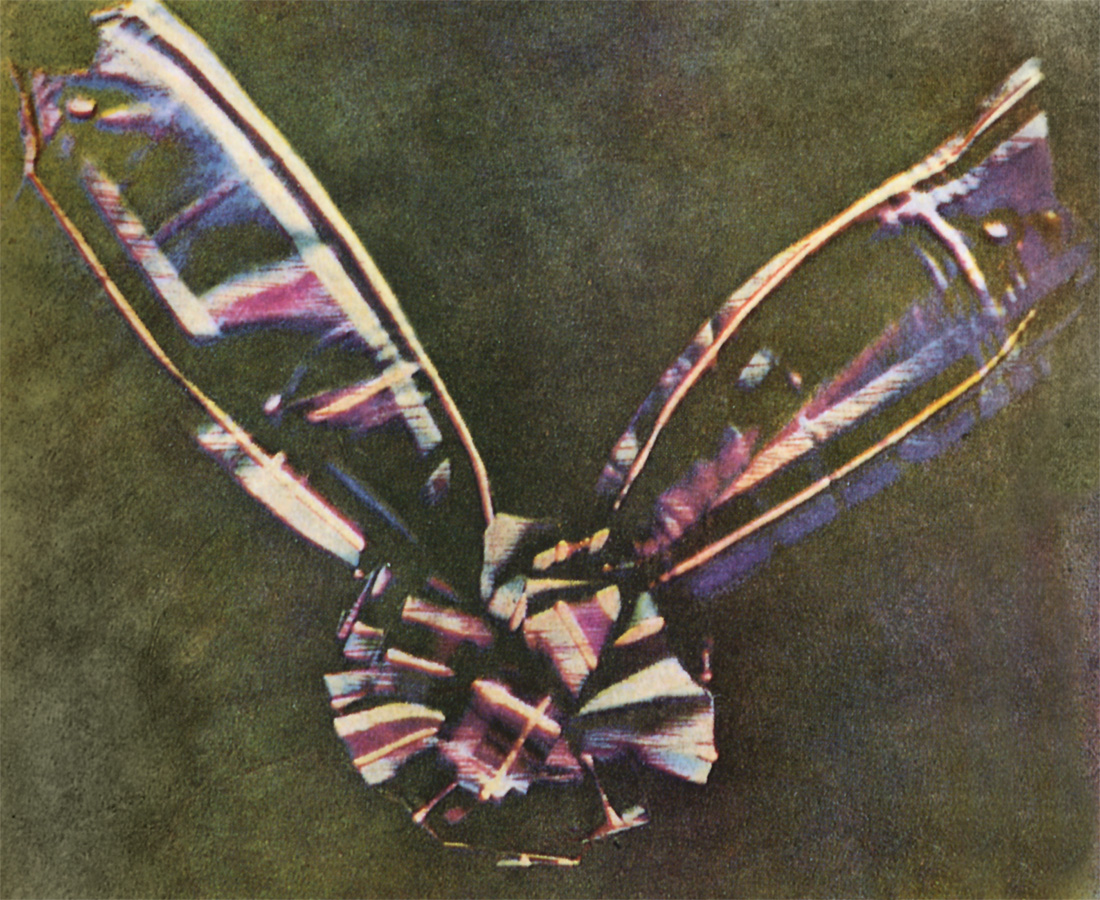
«Тартановая лента» — первая в мире цветная фотография

В июне 1860 года на съезде Британской ассоциации в Оксфорде Максвелл сделал доклад о своих результатах в области теории цветов, подкрепив их экспериментальными демонстрациями с помощью цветового ящика. Позже в том же году Лондонское королевское общество наградило его медалью Румфорда за исследования по смешению цветов и оптике. 17 мая 1861 года на лекции в Королевском институте на тему «О теории трёх основных цветов» Максвелл представил ещё одно убедительное доказательство правильности своей теории — первую в мире цветную фотографию, идея которой возникла у него ещё в 1855 году. Вместе с фотографом Томасом Саттоном было получено три негатива цветной ленты на стекле, покрытом фотографической эмульсией (коллодий). Негативы были сняты через зелёный, красный и синий фильтры (растворы солей различных металлов). Освещая затем негативы через те же фильтры, удалось получить цветное изображение. Как было показано спустя почти сто лет сотрудниками фирмы «Кодак», воссоздавшими условия опыта Максвелла, имевшиеся фотоматериалы не позволяли продемонстрировать цветную фотографию и, в частности, получить красное и зелёное изображения. По счастливому совпадению, полученное Максвеллом изображение образовалось в результате смешения совсем иных цветов — волн в синем диапазоне и ближнем ультрафиолете. Тем не менее в опыте Максвелла содержался верный принцип получения цветной фотографии, использованный спустя многие годы, когда были открыты светочувствительные красители.

#### Ток смещения. Уравнения Максвелла

Иллюстрация тока смещения в конденсаторе

Под влиянием идей Фарадея и Томсона Максвелл пришёл к выводу, что магнетизм имеет вихревую природу, а электрический ток — поступательную. Для наглядного описания электромагнитных эффектов он создал новую, чисто механическую модель, согласно которой вращающиеся «молекулярные вихри» производят магнитное поле, тогда как мельчайшие передаточные «холостые колёса» обеспечивают вращение вихрей в одну сторону. Поступательное движение этих передаточных колёс («частичек электричества», по терминологии Максвелла) обеспечивает формирование электрического тока. При этом магнитное поле, направленное вдоль оси вращения вихрей, оказывается перпендикулярным направлению тока, что нашло выражение в обоснованном Максвеллом «правиле буравчика». В рамках данной механической модели удалось не только дать адекватную наглядную иллюстрацию явления электромагнитной индукции и вихревого характера поля, порождаемого током, но и ввести эффект, симметричный фарадеевскому: изменения электрического поля (так называемый ток смещения, создаваемый сдвигом передаточных колёс, или связанных молекулярных зарядов, под действием поля) должны приводить к возникновению магнитного поля. Ток смещения непосредственно привёл к уравнению непрерывности для электрического заряда, то есть к представлению о незамкнутых токах (ранее все токи считались замкнутыми). Соображения симметрии уравнений при этом, видимо, не играли никакой роли. Знаменитый физик Дж. Дж. Томсон назвал открытие тока смещения «величайшим вкладом Максвелла в физику». Эти результаты были изложены в статье «О физических силовых линиях» (On physical lines of force), опубликованной в нескольких частях в 1861—1862 годах.
В той же статье Максвелл, перейдя к рассмотрению распространения возмущений в своей модели, подметил сходство свойств своей вихревой среды и светоносного эфира Френеля. Это нашло выражение в практическом совпадении скорости распространения возмущений (отношения электромагнитной и электростатической единиц электричества, определённой Вебером и Рудольфом Кольраушем) и скорости света, измеренной Ипполитом Физо. Таким образом, Максвелл сделал решительный шаг к построению электромагнитной теории света:

Мы едва ли можем отказаться от вывода, что свет состоит из поперечных колебаний той же самой среды, которая является причиной электрических и магнитных явлений.

Впрочем, эта среда (эфир) и её свойства не представляли первоочередного интереса для Максвелла, хотя он, безусловно, разделял представление об электромагнетизме как о результате применения законов механики к эфиру. Как отмечал по этому поводу Анри Пуанкаре, «Максвелл не даёт механического объяснения электричества и магнетизма; он ограничивается тем, что доказывает возможность такого объяснения».
В 1864 году вышла следующая статья Максвелла «Динамическая теория электромагнитного поля» (A dynamical theory of the electromagnetic field), в которой была дана более развёрнутая формулировка его теории (здесь впервые появился сам термин «электромагнитное поле»). При этом он отбросил грубую механическую модель (подобные представления, по признанию учёного, вводились исключительно «как иллюстративные, а не как объясняющие»), оставив чисто математическую формулировку уравнений поля (уравнения Максвелла), которое впервые трактовалось как физически реальная система с определённой энергией. По-видимому, это связано с первым осознанием реальности запаздывающего взаимодействия зарядов (и запаздывающего взаимодействия вообще), обсуждаемого Максвеллом. В этой же работе он фактически выдвинул гипотезу существования электромагнитных волн, хотя, следуя Фарадею, писал лишь о магнитных волнах (электромагнитные волны в полном смысле этого слова появились в статье 1868 года). Скорость этих поперечных волн, согласно его уравнениям, равна скорости света, и таким образом окончательно сложилось представление об электромагнитной природе света. Более того, в этой же работе Максвелл применил свою теорию к проблеме распространения света в кристаллах, диэлектрическая или магнитная проницаемости которых зависят от направления, и в металлах, получив волновое уравнение с учётом проводимости материала.

#### Эксперименты по молекулярной физике
Параллельно своим занятиям электромагнетизмом Максвелл в Лондоне поставил несколько экспериментов по проверке своих результатов в кинетической теории. Им был сконструирован специальный прибор для определения вязкости воздуха, и с его помощью он убедился в справедливости вывода о независимости коэффициента внутреннего трения от плотности (эти опыты он проводил вместе со своей женой). Впоследствии лорд Рэлей писал, что «во всей области науки нет более красивого или многозначительного открытия, чем неизменность вязкости газа при всех плотностях». После 1862 года, когда Клаузиус выступил с критикой ряда положений теории Максвелла (особенно в отношении вопросов теплопроводности), тот согласился с этими замечаниями и приступил к исправлению результатов. Однако вскоре он пришёл к заключению о непригодности метода, основанного на представлении о средней длине свободного пробега, для рассмотрения процессов переноса (об этом говорила невозможность объяснения температурной зависимости вязкости).

### Гленлэр (1865—1871)

#### Жизнь в поместье
В 1865 году Максвелл решил покинуть Лондон и вернуться в родное имение. Причиной этого стало желание больше времени уделять научной работе, а также педагогические неудачи: ему никак не удавалось поддерживать дисциплину на своих чрезвычайно сложных лекциях. Вскоре после переезда в Гленлэр он тяжело заболел рожистым воспалением головы в результате ранения, полученного на одной из конных прогулок. После выздоровления Максвелл активно взялся за хозяйственные дела, перестройку и расширение своего поместья. Он регулярно посещал Лондон, а также Кембридж, где принимал участие в приёме экзаменов. Под его влиянием в экзаменационную практику стали вводиться вопросы и задачи прикладного характера. Так, в 1869 году он предложил для экзамена исследование, которое представляло собой первую теорию дисперсии, основанную на взаимодействии падающей волны с молекулами, обладающими некоторой частотой собственных колебаний. Полученная в этой модели зависимость показателя преломления от частоты была независимо выведена через три года Вернером фон Зельмейером (Werner von Sellmeier). Теория дисперсии Максвелла — Зельмейера нашла подтверждение в конце XIX века в опытах Генриха Рубенса.
Весну 1867 года Максвелл вместе со своей часто болевшей женой по совету врача провёл в Италии, познакомился с достопримечательностями Рима и Флоренции, встретился с профессором Карло Маттеуччи, практиковался в языках (он хорошо знал греческий, латинский, итальянский, французский и немецкий). Через Германию, Францию и Голландию они вернулись на родину. В 1870 году Максвелл выступил в качестве президента секции математики и физики на съезде Британской ассоциации в Ливерпуле.

#### Теория процессов переноса. «Демон Максвелла»
Максвелл продолжал заниматься вопросами кинетической теории, построив в работе «По поводу динамической теории газов» (On the dynamical theory of gases, 1866) более общую, чем ранее, теорию процессов переноса. В результате своих опытов по измерению вязкости газов он решил отказаться от представления о молекулах как об упругих шариках. В новой работе он рассматривал молекулы как малые тела, отталкивающие друг друга с силой, зависящей от расстояния между ними (из своих опытов он вывел, что это отталкивание обратно пропорционально расстоянию в пятой степени). Феноменологически рассмотрев вязкость среды на основании такой простейшей для расчётов модели молекул («максвелловские молекулы»), он впервые ввёл понятие времени релаксации как времени установления равновесия. Далее он математически разобрал с единых позиций процессы взаимодействия двух молекул одного или разных видов, впервые введя в теорию интеграл по столкновениям, обобщённый впоследствии Людвигом Больцманом. Рассмотрев процессы переноса, он определил значения коэффициентов диффузии и теплопроводности, связав их с экспериментальными данными. Хотя отдельные утверждения Максвелла оказались неверными (например, законы взаимодействия молекул более сложны), развитый им общий подход оказался весьма плодотворным. В частности, были заложены основы теории вязкоупругости на базе модели среды, известной как «среда Максвелла». В той же работе 1866 года он дал новый вывод распределения молекул по скоростям, исходя из условия, позже названного принципом детального равновесия.
Много внимания Максвелл уделял написанию своих монографий по кинетической теории газов и по электричеству. В Гленлэре он закончил свой учебник «Теория теплоты» (Theory of Heat), изданный в 1871 году и несколько раз переиздававшийся ещё при жизни автора. Большая часть этой книги была посвящена феноменологическому рассмотрению тепловых явлений. В последней главе содержались основные сведения по молекулярно-кинетической теории в сочетании со статистическими идеями Максвелла. Там же он выступил против второго начала термодинамики в формулировке Томсона и Клаузиуса, приводившей к «тепловой смерти Вселенной». Не соглашаясь с этой чисто механической точкой зрения, он первым осознал статистический характер второго начала. Согласно Максвеллу, оно может нарушаться отдельными молекулами, но остаётся справедливым для больших совокупностей частиц. Для иллюстрации этого положения он предложил парадокс, известный как «демон Максвелла» (термин предложен Томсоном, сам Максвелл предпочитал слово «клапан»). Он состоит в том, что некоторая управляющая система («демон») способна уменьшать энтропию системы без затраты работы. Парадокс демона Максвелла был разрешён уже в XX столетии в работах Мариана Смолуховского, указавшего на роль флуктуаций в самом управляющем элементе, и Лео Силарда, показавшего, что получение «демоном» информации о молекулах приводит к повышению энтропии. Таким образом, второе начало термодинамики не нарушается.

#### Кватернионы

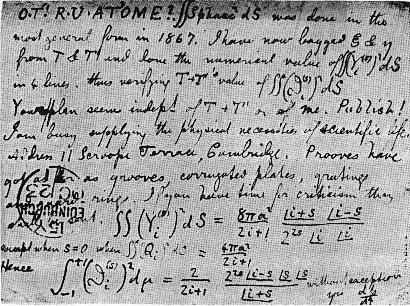
Открытка Максвелла Питеру Тэту, подписанная

В 1868 году Максвелл опубликовал очередную статью по электромагнетизму. Годом ранее появился повод существенно упростить изложение результатов работы. Он прочитал «Элементарный трактат о кватернионах» (An elementary treatise on quaternions) Питера Тэта и решил применить кватернионную запись к многочисленным математическим соотношениям своей теории, что позволяло сократить и прояснить их запись. Одним из наиболее полезных инструментов стал гамильтонов оператор набла, название которого было предложено Уильямом Робертсоном Смитом, другом Максвелла, по аналогии с древнеассирийским видом арфы с треугольным остовом. Максвелл написал шуточную оду «Шеф-музыканту по игре на набла», посвящённую Тэту. Успех этого стихотворения обеспечил закрепление нового термина в научном обиходе. Максвеллу принадлежала и первая запись уравнений электромагнитного поля в инвариантном векторном виде через гамильтонов оператор. Стоит отметить, что Тэту он обязан своим псевдонимом {\displaystyle dp/dt}, которым подписывал письма и стихи. Дело в том, что в своём «Трактате о натурфилософии» Томсон и Тэт представили второе начало термодинамики в виде {\displaystyle JCM=dp/dt}. Поскольку левая часть совпадает с инициалами Максвелла, тот решил в дальнейшем использовать для подписи правую часть. Среди других достижений гленлэрского периода статья под названием «О регуляторах» (On governors, 1868), в которой дан анализ устойчивости центробежного регулятора методами теории малых колебаний.

### Кавендишская лаборатория (1871—1879)

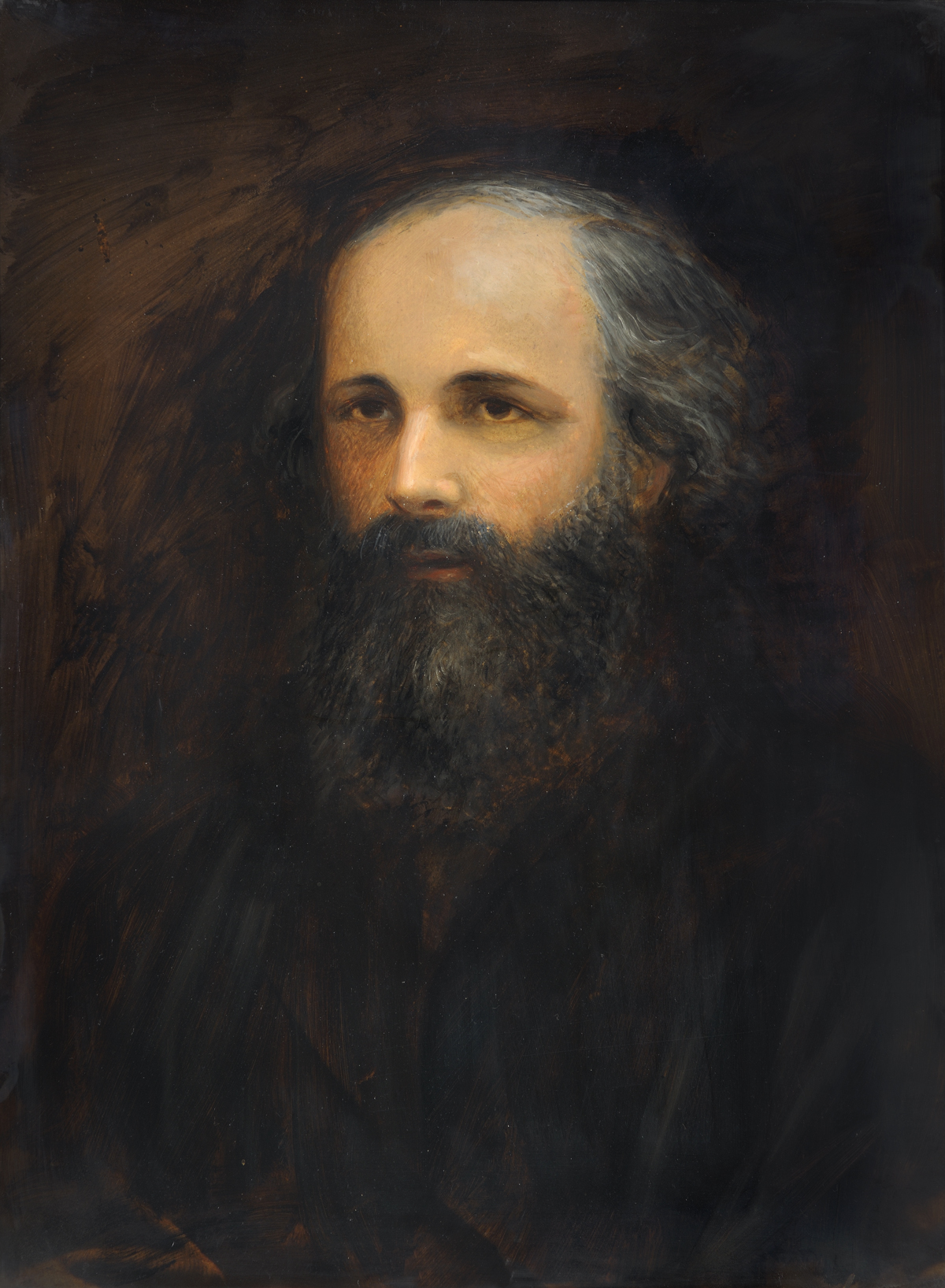
Профессор Джеймс Максвелл. Работа Джемайма Блэкберн

#### Приглашение на должность
В 1868 году Максвелл отказался занять пост ректора университета Сент-Эндрюс, не желая расстаться с уединённой жизнью в имении. Однако спустя три года он после долгих колебаний всё же принял предложение возглавить только что организованную физическую лабораторию Кембриджского университета и занять соответствующую должность профессора экспериментальной физики (до этого от приглашения отказались Уильям Томсон и Герман Гельмгольц). Лаборатория была названа в честь учёного-отшельника Генри Кавендиша, чей внучатый племянник герцог Девонширский был в это время канцлером университета и выделил финансы на её строительство. Образование первой лаборатории в Кембридже соответствовало осознанию значимости экспериментальных исследований для дальнейшего прогресса науки. 8 марта 1871 года Максвелл получил назначение и сразу же приступил к исполнению своих обязанностей. Он налаживал работы по строительству и оснащению лаборатории (первоначально использовались его личные приборы), читал лекции по экспериментальной физике (курсы теплоты, электричества и магнетизма).

#### «Трактат об электричестве и магнетизме»

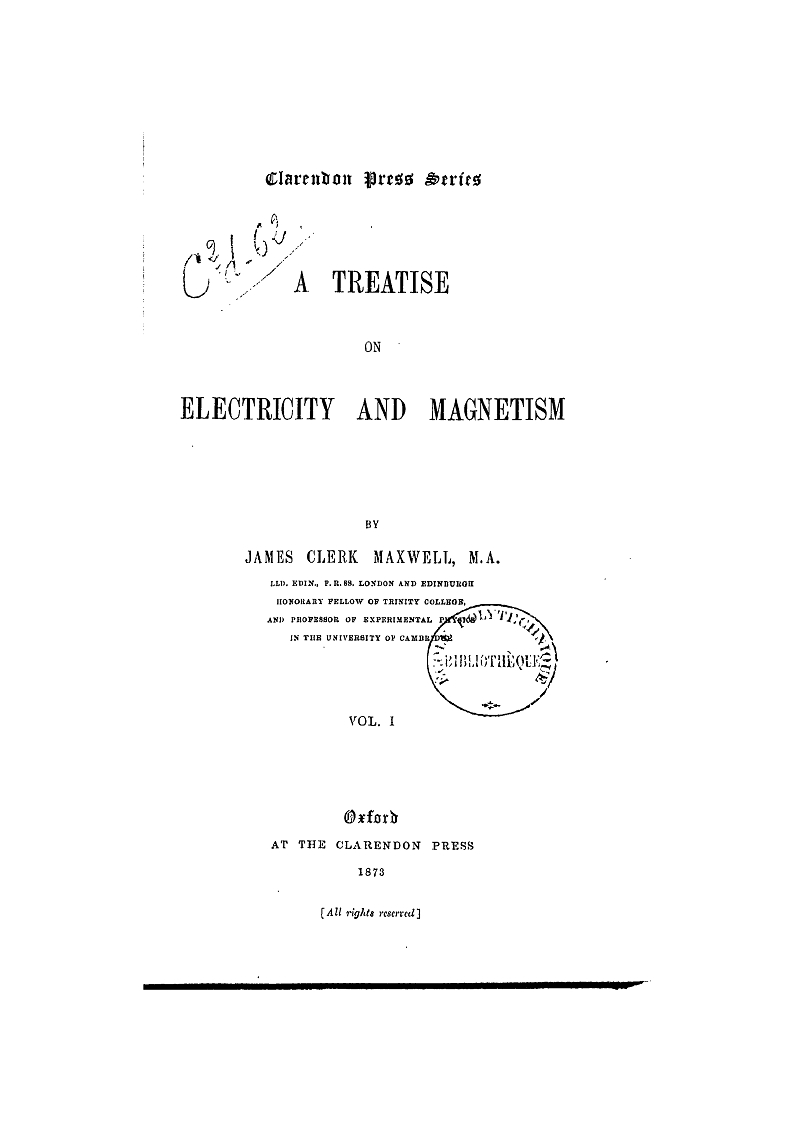
Титульный лист «Трактата»

В 1873 году вышел капитальный двухтомный труд Максвелла «Трактат об электричестве и магнетизме» (A Treatise on Electricity and Magnetism), содержавший сведения о существовавших ранее теориях электричества, методах измерения и особенностях экспериментальной аппаратуры, но основное внимание было уделено трактовке электромагнетизма с единых, фарадеевских позиций. При этом изложение материала было построено даже в ущерб собственным идеям Максвелла. Как отметил Эдмунд Уиттекер,

Доктрины, принадлежавшие исключительно Максвеллу, — существование токов смещения и электромагнитных колебаний, идентичных свету, — не были представлены ни в первом томе, ни в первой половине второго тома; а их описание было вряд ли более полным, и вероятно, менее привлекательным, чем то, которое он давал в первых научных трудах.

В «Трактате» содержались основные уравнения электромагнитного поля, известные ныне как уравнения Максвелла. Впрочем, они были представлены в не слишком удобной форме (через скалярный и векторный потенциалы, к тому же в кватернионной записи), и их было довольно много — двенадцать. Впоследствии Генрих Герц и Оливер Хевисайд переписали их через векторы электрического и магнитного поля, получив в итоге четыре уравнения в современной форме. Хевисайд также впервые отметил симметрию уравнений Максвелла. Непосредственным следствием этих уравнений стало предсказание существования электромагнитных волн, экспериментально открытых Герцем в 1887—1888 годах. Другими важнейшими результатами, изложенными в «Трактате», стали доказательство электромагнитной природы света и предсказание эффекта давления света (как результата пондеромоторного действия электромагнитных волн), обнаруженного много позже в знаменитых опытах Петра Лебедева. На основе своей теории Максвелл также дал объяснение влиянию магнитного поля на распространение света (эффект Фарадея). Ещё одно доказательство справедливости теории Максвелла — квадратичная связь между оптическими (показатель преломления) и электрическими (диэлектрическая проницаемость) характеристиками среды — было опубликовано Людвигом Больцманом вскоре после выхода «Трактата».
Фундаментальная работа Максвелла была прохладно принята большинством корифеев тогдашней науки — Стоксом, Эйри, Томсоном (он назвал теорию своего друга «любопытной и оригинальной, но не слишком логичной гипотезой», и лишь после опытов Лебедева эта его убеждённость была несколько поколеблена), Гельмгольцем, который безуспешно пытался примирить новые взгляды со старыми теориями на основе дальнодействия. Тэт посчитал основным достижением «Трактата» лишь окончательное развенчание дальнодействия. Особенно трудной для понимания была концепция тока смещения, который должен существовать даже в отсутствие материи, то есть в эфире. Даже Герц, ученик Гельмгольца, избегал ссылок на Максвелла, работы которого были крайне непопулярны в Германии, и писал, что его опыты по созданию электромагнитных волн «убедительны вне зависимости от какой бы то ни было теории». Не способствовали пониманию новых идей и особенности стиля — недостатки обозначений и зачастую сумбурность изложения, что отмечали, например, французские учёные Анри Пуанкаре и Пьер Дюэм. Последний писал: «Мы полагали, что вступаем в мирное и упорядоченное жилище дедуктивного разума, а вместо этого оказались на каком-то заводе». Историк физики Марио Льоцци следующим образом резюмировал впечатление, которое оставлял труд Максвелла:

Максвелл шаг за шагом строит свою теории с помощью «ловкости пальцев», как удачно выразился Пуанкаре, имея в виду те логические натяжки, которые иногда позволяют себе учёные при формулировке новых теорий. Когда в ходе аналитического построения Максвелл наталкивается на очевидное противоречие, он, не колеблясь, преодолевает его с помощью обескураживающих вольностей. Например, ему ничего не стоит исключить какой-нибудь член, заменить неподходящий знак выражения обратным, подменить значение какой-нибудь буквы. На тех, кто восхищался непогрешимым логическим построением электродинамики Ампера, теория Максвелла должна была производить неприятное впечатление.

Лишь некоторые учёные, в основном молодые, всерьёз заинтересовались теорией Максвелла: Артур Шустер, впервые прочитавший в Манчестере курс лекций на базе «Трактата»; Оливер Лодж, задавшийся целью обнаружить электромагнитные волны; Джордж Фицджеральд, безуспешно пытавшийся убедить Томсона (в то время уже лорда Кельвина) в справедливости максвелловских представлений; Людвиг Больцман; русские учёные Николай Умов и Александр Столетов. Знаменитый голландский физик Хендрик Антон Лоренц, в своей работе одним из первых применивший теорию Максвелла, много лет спустя писал:

«Трактат об электричестве и магнетизме» произвёл на меня, пожалуй, одно из самых сильных впечатлений в жизни: толкование света как электромагнитного явления по своей смелости превзошло всё, что я до сих пор знал. Но книга Максвелла была не из лёгких!

#### Наследие Кавендиша. Популяризация науки

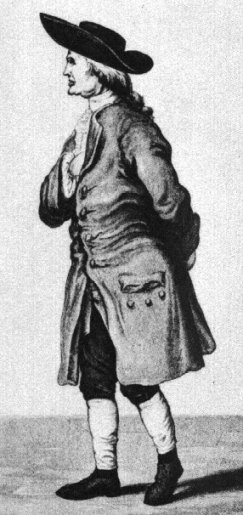
Достопочтенный Генри Кавендиш

16 июня 1874 года состоялось торжественное открытие трёхэтажного здания Кавендишской лаборатории. В тот же день герцог Девонширский передал Максвеллу двадцать пакетов с рукописями Генри Кавендиша. Следующие пять лет Максвелл работал над наследием этого нелюдимого учёного, сделавшего, как выяснилось, ряд выдающихся открытий: измерил ёмкости и диэлектрические постоянные ряда веществ, определил сопротивление электролитов и предвосхитил открытие закона Ома, установил закон взаимодействия зарядов (известный как закон Кулона). Максвелл внимательно изучал особенности и условия кавендишевских опытов, многие из них были воспроизведены в лаборатории. В октябре 1879 года под его редакцией вышло двухтомное собрание сочинений «Электрические исследования достопочтенного Генри Кавендиша» (The Electrical Researches of the Honourable Henry Cavendish).
В 1870-е годы Максвелл активно занялся популяризацией науки. Он написал несколько статей для энциклопедии «Британника» («Атом», «Притяжение», «Эфир» и другие). В том же 1873 году, когда вышел «Трактат об электричестве и магнетизме», была опубликована небольшая книга «Материя и движение». До последних дней жизни он трудился над книгой «Электричество в элементарном изложении», вышедшей в 1881 году. В своих популярных сочинениях он позволял себе более вольно излагать свои идеи, взгляды на атомно-молекулярное строение тел (и даже эфира) и роль статистических подходов, делиться с читателями своими сомнениями (например, по поводу неделимости атомов или бесконечности мира). Надо сказать, что сама идея атома тогда отнюдь не считалась бесспорной. Максвелл, будучи сторонником идей атомизма, выделил ряд проблем, неразрешимых в то время: что есть молекула, и каким образом атомы формируют её? какова природа межатомных сил? как понять тождественность и неизменность всех атомов или молекул данного вещества, как это следует из спектроскопии? Ответы на эти вопросы были даны лишь после появления квантовой теории.

#### Последние работы по термодинамике и молекулярной физике

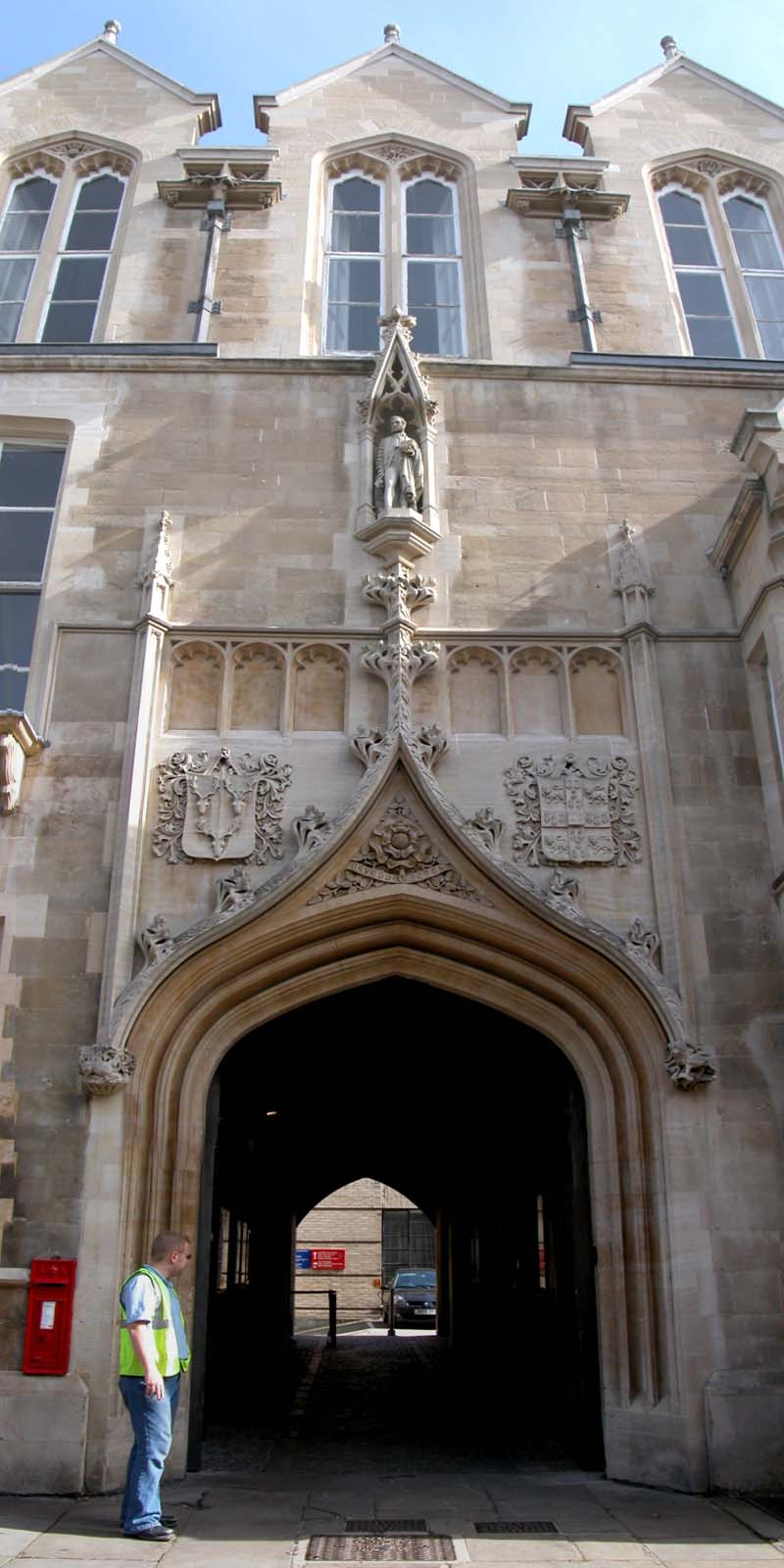
Арка на входе в Кавендишскую лабораторию

В Кембридже Максвелл продолжал разрабатывать конкретные вопросы молекулярной физики. В 1873 году, следуя данным работ Иоганна Лошмидта, он вычислил размеры и массы молекул ряда газов, определил значение постоянной Лошмидта. В результате дискуссии о равновесии вертикального столба газа он дал простой вывод обобщённого распределения молекул в потенциальном силовом поле, ранее полученного Больцманом (распределение Максвелла — Больцмана). В 1875 году, после появления работы Яна Дидерика Ван-дер-Ваальса, он доказал, что на кривой перехода между газообразным и жидким состояниями прямая, соответствующая переходной области, отсекает равные площади (правило Максвелла).
В последние годы Максвелл уделял много внимания работам Уилларда Гиббса, развивавшего геометрические методы в приложении к термодинамике. Эти методы были взяты Максвеллом на вооружение при подготовке переизданий «Теории теплоты» и всячески пропагандировались в статьях и выступлениях. На их основе он дал правильное истолкование понятия энтропии (и даже приблизился к её трактовке как свойства, зависящего от знаний о системе) и получил четыре термодинамических соотношения (так называемые соотношения Максвелла). Он изготовил несколько моделей термодинамических поверхностей, одну из которых послал Гиббсу.
В 1879 году вышли две последние работы Максвелла по молекулярной физике. В первой из них были даны основы теории неоднородных разрежённых газов. Он также рассмотрел взаимодействие газа с поверхностью твёрдого тела в связи с тепловым действием света в радиометре, изобретённом Уильямом Круксом (первоначально предполагалось, что этот прибор фиксирует давление света). Во второй статье, «О теореме Больцмана о среднем распределении энергии в системе материальных точек» (On Boltzmann’s theorem on the average distributionof energy in a system of material points), Максвелл ввёл использующиеся поныне термины «фаза системы» (для совокупности координат и импульсов) и «степень свободы молекулы», фактически высказал эргодическую гипотезу для механических систем с постоянной энергией, рассмотрел распределение газа под действием центробежных сил, то есть заложил основы теории центрифугирования. Эта работа стала важным этапом на пути создания статистической механики, развитой впоследствии в работах Гиббса.

#### Последние годы жизни
В Кембридже Максвелл выполнял различные административные обязанности, являлся членом совета сената университета, был членом комиссии по реформе математического экзамена и одним из организаторов нового, естественнонаучного экзамена, избирался президентом Кембриджского философского общества (1876—1877). В это время появились первые его ученики — Джордж Кристал (англ. George Chrystal), Ричард Глэйзбрук (Максвелл исследовал совместно с ним распространение волн в двухосных кристаллах), Артур Шустер, Амброз Флеминг, Джон Генри Пойнтинг. Как правило, Максвелл оставлял выбор темы исследований на усмотрение учеников, но при необходимости был готов дать полезный совет. Сотрудники отмечали его простоту, сосредоточенность на своих исследованиях, способность глубоко проникать в суть проблемы, проницательность, восприимчивость к критике, отсутствие стремления к славе, но в то же время способность к утончённому сарказму.

#### Болезнь и смерть
Первые симптомы болезни появились у Максвелла ещё в начале 1877 года. Постепенно у него затруднялось дыхание, стало трудно проглатывать пищу, появились боли. Весной 1879 года он с трудом читал лекции, быстро уставал. В июне вместе с женой он вернулся в Гленлэр, его состояние постоянно ухудшалось. Врачи определили диагноз — рак брюшной полости. В начале октября окончательно ослабевший Максвелл вернулся в Кембридж под присмотр известного доктора Джеймса Паджета. Вскоре, 5 ноября 1879 года, учёный скончался. Гроб с телом Максвелла был перевезён в его имение, он был похоронен рядом с родителями на маленьком кладбище в деревне Партон.

## Значение работ Максвелла в истории науки
Хотя вклад Максвелла в развитие физики (особенно электродинамики) не был оценён должным образом при его жизни, в последующие годы росло осознание истинного места его трудов в истории науки. Многие крупные учёные отмечали это в своих оценках. Так, Макс Планк обратил внимание на универсализм Максвелла как учёного:

Великие мысли Максвелла не были случайностью: они, естественно, вытекали из богатства его гения; лучше всего это доказывается тем обстоятельством, что он был первооткрывателем в самых разнообразных отраслях физики, и во всех её разделах он был знатоком и учителем.

Однако, по мнению Планка, именно работы Максвелла по электромагнетизму являются вершиной его творчества:

…в учении об электричестве его гений предстаёт перед нами в своём полном величии. Именно в этой области после многолетней тихой исследовательской работы на долю Максвелла выпал такой успех, который мы должны причислить к наиболее удивительным деяниям человеческого духа. Ему удалось выманить у природы в результате одного лишь чистого мышления такие тайны, которые лишь спустя целое поколение и лишь частично удалось показать в остроумных и трудоёмких опытах.

Как отметил Рудольф Пайерлс, работы Максвелла по теории электромагнитного поля способствовали принятию идеи о поле как таковом, которая нашла широкое применение в физике XX века:

Хорошо, что после усвоения идей Максвелла физики привыкли к восприятию в качестве основного физического факта утверждения, что существует некоторое поле определённого рода в определённой точке пространства, так как уже давно нельзя было ограничиваться электромагнитным полем. Много других полей появилось в физике и, конечно, мы не желаем и не ожидаем объяснения их через модели разного типа.

На важность концепции поля в творчестве Максвелла указывали в своей популярной книге «Эволюция физики» Альберт Эйнштейн и Леопольд Инфельд:

Формулировка этих уравнений [то есть уравнений Максвелла] является самым важным событием со времени Ньютона не только вследствие ценности их содержания, но и потому, что они дают образец нового типа законов. Характерную особенность уравнений Максвелла, которая проявляется и во всех других уравнениях современной физики, можно выразить в одном предложении: уравнения Максвелла суть законы, выражающие структуру поля… Теоретическое открытие электромагнитной волны, распространяющейся со скоростью света, является одним из величайших достижений в истории науки.

Эйнштейн также признал, что «теория относительности обязана своим возникновением уравнениям Максвелла для электромагнитного поля». Стоит также отметить, что теория Максвелла была первой калибровочно-инвариантной теорией. Она дала толчок дальнейшему развитию принципа калибровочной симметрии, который лежит в основе современной Стандартной модели. Наконец, заслуживают упоминания многочисленные практические приложения электродинамики Максвелла, дополненной концепцией максвелловского тензора напряжений. Это расчёт и создание промышленных установок, и использование радиоволн, и современное численное моделирование электромагнитного поля в сложных системах.
Нильс Бор в своём выступлении на праздновании столетнего юбилея Максвелла указал, что развитие квантовой теории отнюдь не уменьшило значения достижений британского учёного:

Развитие атомной теории, как известно, скоро вывело нас за пределы прямого и последовательного применения теории Максвелла. Однако я должен подчеркнуть, что именно возможность анализа явлений излучения благодаря электромагнитной теории света привела к признанию существенно новых особенностей в законах природы… И всё же при таком положении теория Максвелла продолжала оставаться ведущей теорией… Не следует забывать, что только классические идеи материальных частиц и электромагнитных волн имеют недвусмысленное поле применения, между тем как понятия фотона и электронных волн его не имеют… В самом деле, мы должны осознать, что недвусмысленное истолкование любого измерения должно быть по существу выражено в терминах классических теорий, и мы можем сказать, что в этом смысле язык Ньютона и Максвелла останется языком физиков на все времена.

На момент смерти Максвелл был известен прежде всего благодаря вкладу в молекулярно-кинетическую теорию, в разработке которой был признанным лидером. Большое значение в развитии науки, помимо множества конкретных результатов в этой области, имела разработка Максвеллом статистических методов, приведших в итоге к развитию статистической механики. Сам термин «статистическая механика» был введён Максвеллом в 1878 году. Ярким примером понимания важности такого подхода является статистическое толкование второго начала термодинамики и парадокс «демона Максвелла», повлиявшие на формулировку уже в XX веке теории информации. Методы Максвелла в теории процессов переноса также нашли плодотворное развитие и применение в современной физике в работах Поля Ланжевена, Сидни Чепмена, Давида Энскога, Джона Леннард-Джонса и других.
Труды Максвелла по теории цветов заложили основы методов точного количественного определения цветов, получаемых в результате смешения. Эти результаты были использованы Международной комиссией по освещению при разработке цветовых диаграмм с учётом как спектральных характеристик цветов, так и уровня их насыщенности. Анализ устойчивости колец Сатурна, проведённый Максвеллом, и его работы по кинетической теории находят своё продолжение не только в современных подходах к описанию особенностей строения колец, многие из которых ещё не объяснены, но и в описании похожих астрофизических структур (например, аккреционных дисков). Более того, идеи Максвелла об устойчивости систем частиц нашли применение и развитие в совершенно иных областях — анализе динамики волн и заряженных частиц в кольцевых ускорителях, плазме, нелинейных оптических средах и так далее (системы уравнений Власова — Максвелла, Шрёдингера — Максвелла, Вигнера — Максвелла).
В качестве итоговой оценки вклада Максвелла в науку уместно привести слова лорда Рэлея (1890):

Можно не сомневаться, что последующие поколения будут рассматривать как высшее достижение в этой области [то есть в области электромагнетизма] его электромагнитную теорию света, благодаря которой оптика становится разделом электричества. …лишь немного менее важным, если вообще менее важным, чем его труды по электричеству, было участие Максвелла в развитии динамической теории газов…

## Награды
- Премия Смита (англ. Smith's Prize) (1854)
- Член Эдинбургского королевского общества (1856)
- Премия Адамса (англ. Adams Prize) (1857)
- Медаль Румфорда (1860)
- Член Лондонского королевского общества (1861)
- Бейкеровская лекция (1866)
- Почётный доктор литературы Эдинбургского университета (1870)
- Иностранный член Американской академии искусств и наук (1874)
- Член Американского философского общества (1875)
- Член-корреспондент Гёттингенской академии наук (1875)
- Почётный доктор гражданского права Оксфордского университета (1876)
- Почётный член Нью-Йоркской академии наук (1876)
- Член Нидерландской королевской академии наук (1877)
- Иностранный член-корреспондент Венской академии наук (1877)
- Премия Вольта (1878)
- Почётный доктор физики Падуанского университета (1878)

## Память
- Имя Максвелла носит единица магнитного потока в системе СГС. Мост Максвелла — одна из разновидностей моста Уитстона для измерения индуктивности. Катушка Максвелла[англ.] — катушка индуктивности постоянного магнитного поля большой силы.
- Награды и фонды. Поскольку детей у Максвелла не было, его жена Кэтрин Мэри, умирая, завещала почти всё состояние Кавендишской лаборатории. На эти деньги была основана стипендия Максвелла для лучших аспирантов, которую в своё время получали многие известные учёные, в том числе Пётр Капица[128]. В 1961 году британский Институт физики учредил медаль и премию Максвелла[англ.] для молодых учёных за выдающийся вклад в теоретическую, математическую или вычислительную физику[129]. В Лондонском университете учреждён пост максвелловского профессора и студенческое общество имени Максвелла. В 1977 году был основан Фонд имени Максвелла (James Clerk Maxwell Foundation), проводящий на его родине конференции для физиков, математиков и инженеров[130]. В честь Максвелла названы премии IEEE Maxwell Award, James Clerk Maxwell Prize in Plasma Physics[англ.], Максвелловская лекция.
- Скульптуры. В октябре 1931 года в Вестминстерском аббатстве были открыты мемориальные плиты в честь Майкла Фарадея и Джеймса Клерка Максвелла[131]. В ознаменование столетия со дня назначения Максвелла профессором Маришаль-колледжа в картинной галерее Абердинского университета был установлен бюст учёного (скульптор Чарльз д’Орвилль Пилкингтон Джексон)[132]. 25 ноября 2008 года в Эдинбурге по улице George Street состоялось открытие бронзовой статуи Максвелла работы известного шотландского скульптора Александра Стоддарта[англ.][133].
- Астрономические объекты: ударный кратер на обратной стороне Луны; самый большой горный массив на планете Венера; щель Максвелла в кольцах Сатурна; крупнейший телескоп для работы в субмиллиметровом диапазоне — телескоп Джеймса Клерка Максвелла, находящийся на Гавайях.
- Здания: здание в кампусе[англ.] Эдинбургского университета, где находятся отделения физики, математики и метеорологии (англ. James Clerk Maxwell Building); здание в кампусе Ватерлоо лондонского Королевского колледжа (James Clerk Maxwell Building); основное здание Сэлфордского университета[англ.] и его концертный зал (Maxwell Building и Maxwell Hall). В 2006 году в Эдинбургской академии[англ.] был открыт Центр Джеймса Клерка Максвелла (James Clerk Maxwell Centre).
- Улицы: одна из улиц вблизи Кавендишской лаборатории (James Clerk Maxwell Road); улица в Кинкорте[англ.], пригороде Абердина (Clerk Maxwell Crescent).
- В 2002 году Максвелл попал на 91-е место в опросе радиостанции BBC «100 величайших британцев», а в 2006 году его достижения оказались на 4-м месте по результатам публичного опроса телеканала BBC Scotland с целью определения десяти самых выдающихся событий в шотландской истории[134] (стоит отметить, что эксперты-историки, приглашённые каналом, вообще о нём не вспомнили[135]). Согласно опросу, проводившемуся Национальной библиотекой Шотландии в 2005—2006 годах, Максвелл был признан самым популярным шотландским учёным[136]. В 2006 году в Шотландии и других странах мира широко отмечалась 175-я годовщина со дня рождения Максвелла[134].
- В честь Максвелла названа архитектура видеопроцессоров Nvidia 2014 года — микроархитектура Maxwell.
- В России на базе центра "Сириус" ежегодно проходит олимпиада по физике имени Дж. К. Максвелла, аналог Всероссийской олимпиады школьников по физике для 7-8 классов[137].

## Основные труды

### Оригиналы
- J. Clerk Maxwell. On the stability of the motion of Saturn's rings. — Cambridge, London: Macmillan and Co., 1859.
- J. Clerk Maxwell. Theory of heat. — London: Longmans, Green and Co., 1871.
- J. Clerk Maxwell. Introductory lecture on experimental physics. — London, 1871.
- J. Clerk Maxwell. A treatise on electricity and magnetism. — Oxford: Clarendon Press, 1873. — Т. 1.
- J. Clerk Maxwell. A treatise on electricity and magnetism. — Oxford: Clarendon Press, 1873. — Т. 2.
- J. Clerk Maxwell. Matter and motion. — London, 1873.
- J. Clerk Maxwell. An elementary treatise on electricity. — Oxford: Clarendon Press, 1881.
- J. Clerk Maxwell. The scientific papers. — Cambridge: University Press, 1890. — Т. 1.
- J. Clerk Maxwell. The scientific papers. — Cambridge: University Press, 1890. — Т. 2.
- The Scientific Letters and Papers of James Clerk Maxwell (1846—1862) / ed. P. M. Harman. — Cambridge: University Press, 1990. — Т. 1.
- The Scientific Letters and Papers of James Clerk Maxwell (1862—1873) / ed. P. M. Harman. — Cambridge: University Press, 1995. — Т. 2.
- The Scientific Letters and Papers of James Clerk Maxwell (1874—1879) / ed. P. M. Harman. — Cambridge: University Press, 2002. — Т. 3.

### Переводы на русский язык
- Дж. К. Максвелл. Теория теплоты. — СПб., 1888.
- Дж. К. Максвелл. Электричество в элементарной обработке. — Киев, 1886.
- Дж. К. Максвелл. Речи и статьи. — М.—Л., 1940.
- Дж. К. Максвелл. Избранные сочинения по теории электромагнитного поля. — М.: ГИТТЛ, 1952. Сборник содержит переводы основных статей Максвелла — «О фарадеевых силовых линиях», «О физических силовых линиях», «Динамическая теория электромагнитного поля».
- Дж. К. Максвелл. Статьи и речи. — М.: Наука, 1968.
- Дж. К. Максвелл. Вступительная лекция, прочитанная Джеймсом Клерком Максвеллом в Лондонском Королевском колледже // УФН. — 1981. — Т. 135, вып. 11. — С. 371—380.
- Дж. К. Максвелл. Трактат об электричестве и магнетизме. — М.: Наука, 1989. — Т. 1.
- Дж. К. Максвелл. Трактат об электричестве и магнетизме. — М.: Наука, 1989. — Т. 2.
- Дж. К. Максвелл. Материя и движение. — М.—Ижевск: РХД, 2001.